# 9796 Robotti
9796 Robotti è un asteroide della fascia principale. Scoperto nel 1996, presenta un'orbita caratterizzata da un semiasse maggiore pari a 2,5672290 au e da un'eccentricità di 0,0386262, inclinata di 15,05538° rispetto all'eclittica.
L'asteroide è dedicato ad Aurelio Robotti, docente universitario e pioniere dell'astronautica italiano.